# Dűlőkeresztelő

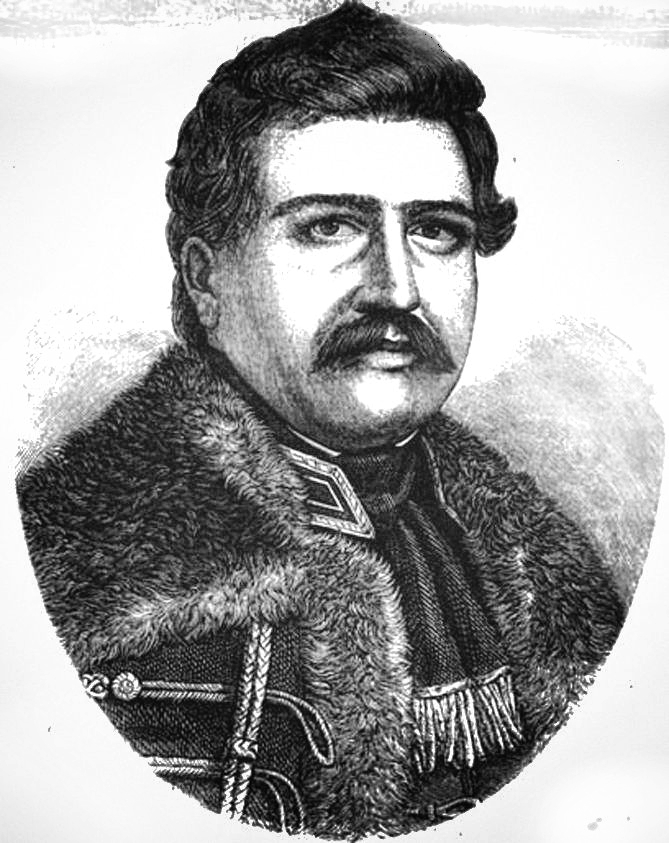
Döbrentei Gábor

A Dűlőkeresztelő a Buda határában, a város külterületén fekvő dűlők német neveinek magyarosítását kihirdető ünnepség volt 1847-ben. Az esemény a reformkor magyar nemzeti törekvéseinek egyik fontos jelképe volt. Bár 1950 és 1990 között ezek a városrésznevek háttérbe szorultak, jelentős részük tovább él az 1989 után bevezetett városrész-elnevezésekben.

## Előzményei
1844-ben Döbrentei Gábor indított cikksorozatot e témában a Honderű című lapban „Visszamagyarosítás Pesten” címmel. Ennek keretében 56 név megváltoztatására tett javaslatot, amelyeket Buda város közgyűlése 1847. június 11-én elfogadott.

## A dűlőkeresztelő
Magára a dűlőkeresztelőre ünnepélyes külsőségek között, 1847. június 19-én került sor, Döbrentei Gábor részvételével.

## A megváltoztatott nevek
A nevek egy része ősi magyar név felújítása volt (Sasad, Kelenföld, Kőér stb.), a többség azonban a német név tükörfordítása. Egyes nevek Döbrentei leleményei (például Tündérhegy, Vérhalom).

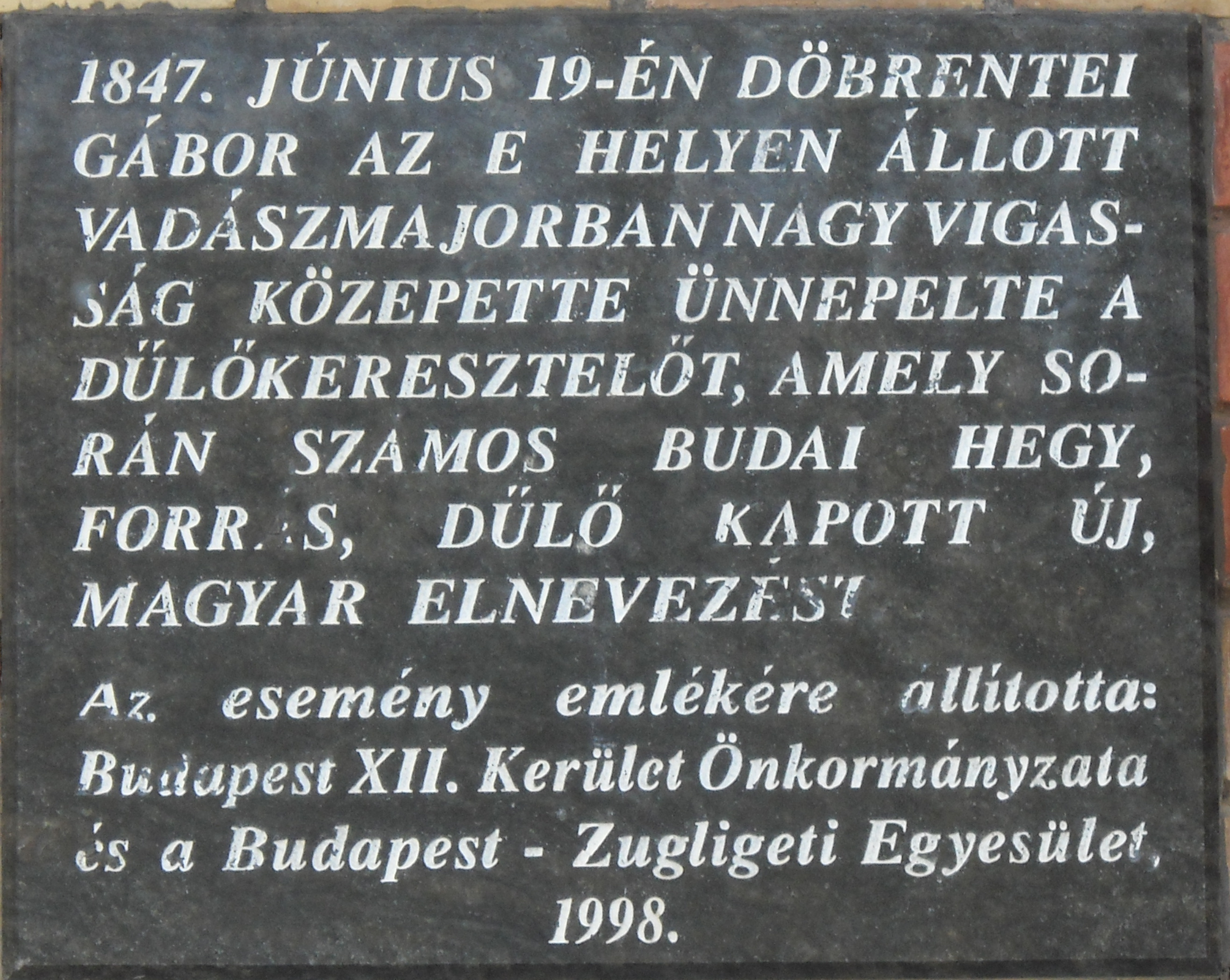
A dőlőkeresztelő emléktáblája a Zugligeti úti iskola falán

| Magyar név                      | Német név                                  |
| ------------------------------- | ------------------------------------------ |
| Árpád orma (ma Hármashatárhegy) | Gaissberg                                  |
| Bátoralja                       |                                            |
| Bátory-hegy                     | Lindenberg (ma Hárshegy)                   |
| Bélakút                         | Bründl, Königsbrunn                        |
| Csatárka                        |                                            |
| Csillebércz                     | Dreihotter                                 |
| Dobogó                          | Galgenberg                                 |
| Előmál                          | Weisser Sandberg                           |
| Farkasrét                       | Wolfswiesen                                |
| Farkasvölgy                     | Wolfsthal                                  |
| Ferenc halma                    | Franzenshöhe                               |
| Gazdagrét                       | Reiche Reid                                |
| Hajnalos                        |                                            |
| Határrét                        | Letzte Reid                                |
| Hosszúrét                       | Lange Reid                                 |
| Hunyad-orom                     |                                            |
| Istenkút                        | Strassbrunn                                |
| Kelen-bérc                      |                                            |
| Kelenföld                       | Kreinfeld                                  |
| Kakukk-hegy                     | Kuckuckberg                                |
| Kőérberek                       | Kammerwald (Kamaraerdő?)                   |
| Kurucles                        | Krutzenwinkel, Maxengraben                 |
| Kútvölgy                        | Brunnthal (Brunnental)                     |
| Madárhegy                       | Starenhanz                                 |
| Mártonhegy                      | Martinsberg                                |
| Mátyáscsorgó                    | Solukopf                                   |
| Meződomb                        | Wiesbergl                                  |
| Nádorkút                        | Doctorbründl                               |
| Naphegy                         | Sonnenberg                                 |
| Németvölgy                      | Deutschental                               |
| Nyék                            | Leopoldfeld                                |
| Orbánhegy                       | Urbansberg                                 |
| Ördög-árok                      | Teufelgraben                               |
| Őrmező                          | Feldhut                                    |
| Örsöd                           |                                            |
| Pálvölgy                        | Paulithal                                  |
| Pasarét                         |                                            |
| Péterhegy                       | Petersberg                                 |
| Petneházyrét                    | Sonnenwirths Wiese                         |
| Posonyi hegy                    | Pressburger Berg, Joannisberg (Jánoshegy?) |
| Rézmál                          |                                            |
| Sasad                           | Burgerberg                                 |
| Sashegy                         | Adlerberg                                  |
| Spanyolrét                      | Spaniolwiese                               |
| Svábhegy                        | Kleine Schwabenberg                        |
| Szemlőhegy                      | Josephsberg                                |
| Szépvölgy                       | Schönthal                                  |
| Táboros                         | Rothe Lacke                                |
| Törökvész                       | Rochusberg, Fruchtbare Ried                |
| Tündérhegy                      | Am Himmel                                  |
| Vajdabérc                       |                                            |
| Vérhalom                        | Franzisciberg                              |
| Vigadó domb                     | Lusthügel                                  |
| Zugliget                        | Sauwink(e)l                                |
| Virradó                         |                                            |
| Zöldmál                         | Grüngraben                                 |